# Волошинов Георгій Іполітович
Георгій Іполітович Волошинов (нар. 8 січня 1902, Херсон — 1983, Київ) — український та російський радянський архітектор.

## Біографія
Народився 8 січня 1902 в Херсоні.
У 1928 закінчив Київський художній інститут (викладачі Павло Альошин, Олександр Вербицький).
Помер в Києві у 1983.

## Споруди
Основні архітектурні споруди:
- клуб залізничників на станції Ясинувата в Донбасі (1925);
- Проект взірцевої школи у Києві, вул. Польова, 10 (1929, очільник: арх. П. Ф. Альошин, співавтори Г. І. Волошинов і Й. Ю. Каракіс)[1].
- житлові будинки на вулиці Мостовій та проспекті Дмитра Яворницького в Дніпрі (1928—1930);
- залізничні вокзали в Новосибірську (РФ, 1931—1935), Краснодарі (РФ, 1951)[2], Харкові (1952, у співавторстві), Красноярську (РФ, 1961), у Жигульовську (РФ, 1961) [3];
- у Москві — житлові будинки (1937—1956), будівництво (1964, у співавторстві)[4] і реконструкція (1971) Курського вокзалу у Москві.